# Karl Friedrich Breitfeld
Karl Friedrich Breitfeld (1797 Johanngeorgenstadt – 24. června 1862 ? Praha) byl německý podnikatel působící v Praze, jedna ze zásadních postav průmyslové revoluce v Čechách. Byl zakladatelem jedné z prvních strojíren v Praze a následně i majitelem strojírny Breitfeld & Evans, která se později stala součástí akciové strojírny Daněk, Breitfeld & Evans, která se později stala jádrem závodu Českomoravská Kolben Daněk (ČKD).

## Život

### Mládí
Karl Friedrich se narodil v saském Johanngeorgenstadtu na území tehdejší Svaté říše římské, v těsné blízkosti města Kraslice ležícího již za hranicí Habsburské monarchie. Region se v té době začínal podstatně průmyslově rozvíjet.

### Breitfeld & Evans
Roku 1833 se Breitfeld oženil s o dva roky mladší Auguste, taktéž pocházející z Johanngeorgenstadtu, a odešel do Prahy. Téhož roku zde založil textilní přádelnu na výrobu lehkých záclonových tkanin. Roku 1845 pak na Novém Městě otevřel továrnu na výrobu parních kotlů. Díky spolupráci s v Praze usídlenými anglickými strojními inženýry Davidem Evansem a Josephem Lee, jejichž strojírna založená roku 1832 sídlila v sousedství podniku, společně továrny sloučili a založili strojírnu Breitfeld & Evans. Ta se svou velikostí (v polovině 19. století zaměstnával podnik na 250 dělníků) stejně jako profesionální pověstí řadila k předním podnikům v zemích Koruny České, své produkty vyvážela do celého Rakouského císařství.
Roku 1852 nastoupil do strojírny Breitfeld & Evans jako mladý inženýr Čeněk Daněk. Svými schopnostmi a podnikavostí natolik vynikal, že o dva roky později od firmy odešel a založil vlastní strojírnu Daněk a spol. v Karlíně. Karl Breitfeld stál ve vedení firmy až do konce svého života.

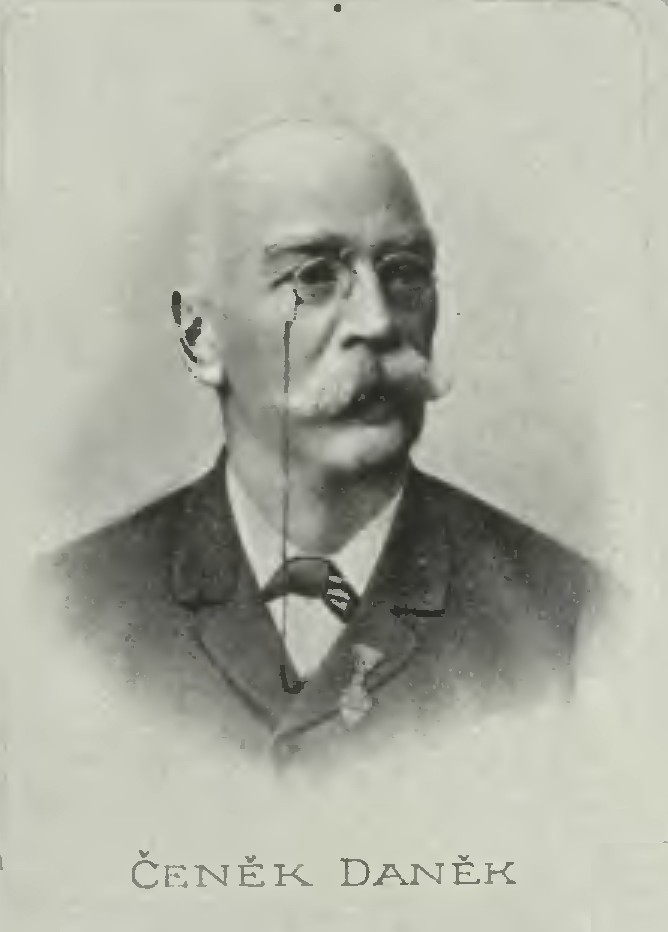
Čeněk Daněk, původně zaměstnanec firmy Breitfeld & Evans, později její spolumajitel

### Úmrtí
Karl Friedrich Breitfeld zemřel 24. června 1862, pravděpodobně v Praze, ve věku 64 nebo 65 let a byl zde nejspíš také pohřben.
Po jeho smrti převzal podíl v podniku jeho nejstarší syn Karl Viktor. Roku 1873 došlo ke sloučení strojíren Breitfeld & Evans a Daněk a spol. do akciové společnosti Daněk, Breitfeld & Evans, která se tak spolu se Škodovými závody v Plzni stala jednou z největších podniků svého druhu v tehdejším Rakousku-Uhersku, i v celé Evropě.

### Rodinný život
Karl Friedrich Breitfeld byl ženatý s Auguste (1799–1864), byl otcem celkem šesti dětí, z nichž jedno se nedožilo dospělosti.